# Bitka pri Posadi
Bitka pri Posadi je bila bitka med vojvodo Basarabom I. Vlaškim in ogrskim kraljem Karlom I., ki je trajala od  9.–12. novembra 1330.
Majhna vlaška vojska pod Basarabovim poveljstvom, sestavljena iz konjenice, lokostrelcev in lokalnih kmetov, je uspela  v gorati pokrajini na meji med Oltenijo in Severinsko banovino iz zasede poraziti ogrsko vojsko s 30.000 vojaki.
Vlaška zmaga  je pomenila veliko prelomnico v ogrski zunanji politiki - opustila je upanje, da bo svoje ozemlje razširila do Črnega morja, Vlaški pa je zrasla samozavest in ji omogočila razvoj v neodvisno državo.
Nekateri zgodovinarji trdijo, da so se Vlahom v bitki pridružili tudi Kumani. 

## Ozadje
Vlaška je bila od leta 1324 ogrska vazalna država in ogrski kralj Karel I. je Basaraba imenoval »naš transalpski vojvoda«.
Vojna med njima se je začela na spodbudo transilvanskega vojvode in nekega Dionizija, ki je kasneje nasol naslov severinskega bana. Leta 1330 je Karel I. zasedel sporno vlaško severinsko citadelo in jo predal transilvanskemu vojvodi. Basarab je preko svojih odposlancev Karla  prosil za prenehanje sovražnosti in mu v zameno ponudil plačilo 7.000 srebrnih mark, se odpovedal severinski trdnjavi in poslal svojega sina kot talca na ogrski dvor v Višegrad. 
Po Dunajski iluminirani kroniki iz tistega obdobja je Karel za Basaraba rekel, da je »pastir njegove črede in da ga bo za brado privlekel z njegovih gora«.  Drug zapis pravi, da je rekel, da ga bo »nagnal iz njegove vasi, kot volar žene svoje vole in ovčar svoje ovce«. Kralja so njegovi svetovalci prosili, naj sprejme njegovo ponudbo ali naj mu vsaj odgovori v bolj milem tonu, vendar jih je kralj  zavrnil in nad Basaraba poslal vojsko 30.000 vojakov, ki ni imela  niti primerne oskrbe niti poizvedovanja.  Basarab se  v odprti bitki s tako veliko vojsko ni mogel spopasti, zato se je s svojo majhno vojsko umaknil v Transilvanske Alpe. Ko je Karel prišel v vlaško prestolnico Curtea de Argeş, je ugotovil, da je Basarab pobegnil, in sklenil, da mu bo sledil.

## Bitka
Lokacija bitke je še vedno predmet razprav.  Ena od teorij trdi, da se je dogajala v  Loviştei,  gorski soteski v dolini reke Olt v Transilvaniji. Romunski zgodovinar Neagu Djuvara se s tem ne strinja in trdi, da je bila nekje na meji  med Oltenijo in Severinom. 
Vlaški  vojski, sestavljeni iz konjenice, lokostrelcev in nekaj lokanih kmetov,    ki je štela kakšnih 10.000 mož, je poveljeval Basarab.  Ko je Karel videl, da so padli njegovi najboljši vitezi, pobeg pa zaradi blokiranih sotesk ni bil mogoč, je slekel svojo kraljevsko opravo in jo izročil enemu od svojih častnikov, »ki je padel pod točo puščic in skal«. Kralju je v »umazanih in strganih oblačilih«  z nekaj  vdanimi  spremljevalci  uspelo pobegniti v Višegrad.
Karel je v listini z datumom 13. december 1335 podrobno opisal dogajanje. Življenje mu je rešil nek Nikola, sin Radoslava,  ki ga je branil pred meči petih vlaških vojščakov in mu dal dovolj časa za beg. Večina ogrske vojske, vključno z veliko plemiči, je bila uničena. Med padlimi sta bila tudi transilvanski vojvoda in duhovnik iz kraljevega spremstva.

## Posledice
Zmaga je pomenila preživetje vlaške države in začetek obdobja napetosti med Basarabom in Ogrskim kraljestvom, ki je trajalo do leta 1344, ko je Basarabov sin zgladil odnose med državama. 
Ogrsko kraljestvo je zaradi velike finančne moči hitro obnovilo svojo vojsko in se leta 1337 znašlo v konfliktu s Svetim rimskim cesarstvom. Ogrski kralj je de iure obdržal suverenost nad Vlaško, dokler je niso po  diplomatski poti odpravili.